# Maçude I
Roquonadim Maçude [carece de fontes?](em árabe: ركن الدين مسعود, lit. 'Rukn al-Dīn Mas'ūd', melhor conhecido como Maçude I (em turco: Mesud), foi o sultão de Rum entre 1116 até a sua morte em 1156.

## História
Apos a derrota e o assassinato de seu pai, Quilije Arslã I por Raduano de Alepo na Batalha do rio Cabur em 1107, Maçude perdeu o trono para seu irmão Maleque Xá. Com a ajuda dos danismêndidas, ele então capturou Icônio e derrotou o irmão em 1116, cegando-o e, eventualmente, assassinando-o. Maçude posteriormente traiu os danismêndidas e conquistou suas terras. Em 1130, ele começou a construção da Mesquita de Aladim em Icônio, que seria completada em 1221.
Maçude, ao final de seu longo reinado, lutou contra as forças da Segunda Cruzada. Havia dois exércitos cruzados, um liderado pelo imperador germânico Conrado III e outro, pelo rei francês Luís VII, mas Maçude derrotou ambos; o primeiro em Dorileia, perto da atual cidade de Esquixequir, em 1147, e outro em Laodiceia, perto de Denizli, no ano seguinte.
Seu filho Quilije Arslã II o sucedeu. Uma de suas filhas se casou com João Tzelepes Comneno, um membro da casa real bizantina que se convertera ao islã.